# Калманович, Моисей Иосифович
Моисе́й Ио́сифович Калмано́вич (1888, село Рыбинское, Енисейская губерния — 27 ноября 1937, Москва) — революционер, советский государственный деятель, председатель правления Госбанка СССР, Народный комиссар зерновых и животноводческих совхозов СССР.

## Биография
Родился в семье торговца-еврея. В 1904 вступил в Партию социалистов-революционеров. С 1912 работал приказчиком. В 1914 призван в армию. В июле 1917 вышел из партии эсеров и вступил в РСДРП(б).
Во время Октябрьской революции был начальником Минского гарнизона, членом бюро ВРК Западного фронта, членом Северо-Западного обкома РСДРП(б), комиссаром продовольственного отдела областного исполнительного комитета Советов рабочих, солдатских и крестьянских депутатов Западной области и фронта (Облискомзап). В январе 1918 года возглавил СНК Облискомзапа, с 29 января 1918 года — в коллегии председательствующих вместе с К. И. Ландером и И. П. Феденёвым.
В августе 1919 — апреле 1920 председатель особой продовольственной комиссии Западного фронта. После окончания советско-польской войны в 1920 был назначен заместителем наркома продовольствия УССР.
В 1921—1922 председатель сибирского продовольственного комитета, член Сибирского революционного комитета, затем в 1922—1923 снова заместитель наркома продовольствия УССР.

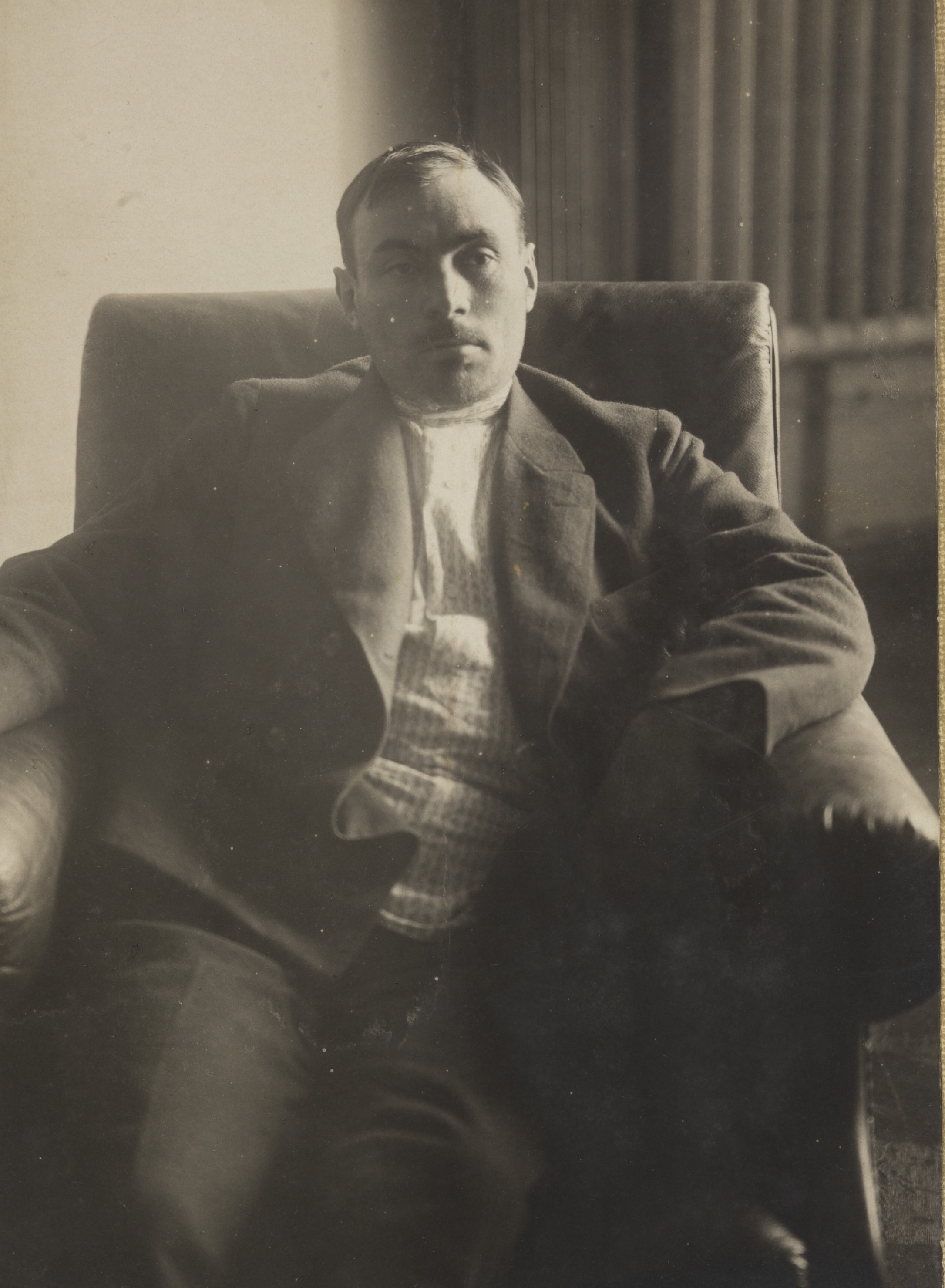
Моисей Калманович нарком продовольствия. Фото не позднее 1923 года из архива Ф. Нансена (Норвегия).

В 1923 назначен наркомом продовольствия РСФСР и заместителем наркома продовольствия СССР. После ликвидации в 1924—1927 Наркоматов продовольствия М. И. Калманович был членом правления «Сахаротреста», в 1927—1928 — Промбанка, в 1928—1929 — «Зернотреста».
В декабре 1929 года назначен на должность заместителя народного комиссара земледелия. В 1927—1930 член ЦКК ВКП(б). В 1928 член коллегии и руководитель группы Наркомата рабоче-крестьянской инспекции СССР. В 1930 назначен Председателем Госбанка СССР. В 1930—1937 — кандидат в члены ЦК ВКП(б).
26 января—10 февраля 1934 года делегат XVII съезда ВКП(б) с совещательным голосом.
В 1934 освобождён от обязанностей Председателя Правления Государственного банка СССР. Назначен наркомом зерновых и животноводческих совхозов СССР.
11 апреля 1937 года Калманович снят с поста наркома, а 11 июня арестован. 27 ноября 1937 года осужден Военной коллегией Верховного Суда СССР по обвинению во вредительстве, терроризме и контр-революционной деятельности. Расстрелян 27 ноября 1937 года. Захоронение: Донское кладбище, [общая] могила № 1. Реабилитирован ВКВС СССР в 1956 году.

### Личная жизнь
Был женат. Имел одного сына Владимира Моисеевича Калмановича.
В 1930-е годы проживал в Москве по адресу: улица Герцена, дом № 47, квартира № 55.